# Fresnedoso
Fresnedoso es un municipio y localidad española de la provincia de Salamanca, en la comunidad autónoma de Castilla y León. Se integra dentro de la comarca de la Sierra de Béjar. Pertenece al partido judicial de Béjar y a la Mancomunidad Ruta de la Plata.
Su término municipal está formado por un solo núcleo de población, ocupa una superficie total de 8,18 km² y según los datos demográficos recogidos en el padrón municipal elaborado por el INE en el año 2017, cuenta con una población de 111 habitantes.
Su nombre completo es Fresnedoso, anteriormente y según los más viejos del lugar, sería Fresnedoso de Béjar por ser Béjar la Villa de los señores que antiguamente cobraban los impuestos al pueblo y a cuyo distrito pertenece actualmente (Hacienda). Fresnedosino, -a. Coloquial y comarcalmente se denomina a sus habitantes «habilidosos, -as», parece ser que por el hecho de que el campanario de su iglesia está separado de ella, además de sus habilidades reconocidas como canteros durante siglos.
La población mayoritariamente son personas jubiladas y se dedica a la agricultura y ganadería una pequeña parte y el resto trabajan en la industria chacinera de Guijuelo o Ledrada.
En el pasado se vivió de la agricultura y ganadería de subsistencia junto con la extracción y corte del granito, incluso, los más viejos del lugar todavía recuerdan que los camioneros les decían que el granito extraído se enviaba a Salamanca para el adoquinado de la Plaza Mayor de Salamanca.
La denominación de "El ventorro de Fresnedoso" se aplica a un pequeño grupo de casas situadas a 1 km del núcleo del pueblo que se implantaron allí tiempo atrás cómo puesto de refresco de los correos y caballerizas que transitaban por la Vía de la Plata y posteriormente se instalaron los 2 hoteles -restaurantes de carretera- de los cuales unos se ha abandonado. También existían dos clubs de carretera (queda 1) en la carretera N-630.
Al oeste y al fondo del valle todavía se puede ver los restos de la vía del tren que hacía la Vía de la Plata. El trazado de la vía incluye 2 cortes a la montaña y un pequeño puente en el camino a Sanchotello. En tiempos compartían estación de tren con el cercano pueblo de Sanchotello.

## Geografía
Su localización geográfica decimal es: Latitud 40.4430, Longitud -5.70; y la localización en grados: latitud 40°25′58.7994″ Longitud -5° 42' 0".
Integrado en la comarca de Sierra de Béjar, se sitúa a 11 km de Béjar, a 65 km (45 minutos) de Salamanca capital, a 17 km de Guijuelo, a 40 min de Plasencia, a 2 horas y media de Madrid y 1 hora y media de Portugal.
El término municipal está atravesado por la Autovía Ruta de la Plata (A-66) y por la carretera nacional N-630, entre los pK 404 y 407. 
Está en un pequeño valle con orientación norte-sur lo que hace que presente dos ecosistemas totalmente diferentes: por una parte la ladera norte es una dehesa de frondoso roble y la ladera sur matorral bajo con gran cantidad de piedra de granito visible. Por el fondo del valle y junto al pueblo corre el Arroyo de Cimeros, que pasa junto al pueblo y que se une en el pueblo de Peromingo al río Sangusín que, a su vez, confluye en el río Alagón que desagüa en el río Tajo. La altitud oscila entre los 1335 metros en el extremo suroccidental y los 890 metros a orillas del arroyo. El pueblo se alza a 1022 metros sobre el nivel del mar. 
| Noroeste: Ledrada y Sanchotello | Norte: Ledrada            | Nordeste: Sorihuela           |
| Oeste: Sanchotello              |                           | Este: Sorihuela               |
| Suroeste: Sanchotello           | Sur: Vallejera de Riofrío | Sureste: Vallejera de Riofrío |

Las temperaturas anuales varían entre los -8 °C en invierno y unos 35 °C en verano (frío y calor secos y con primaveras y otoños muy cortos) pero suavizados por la presencia de la Sierra de Béjar lo que provoca noches frescas en verano, no se puede salir sin una chaqueta en las noches de agosto.

## Historia
Su fundación puede datarse en las repoblaciones medievales, pasando a formar parte, tras la muerte de Alfonso VII de León, del concejo castellano de Ávila. Tras la creación, en 1209, de la Comunidad de Villa y Tierra de Béjar, Fresnedoso pasó a formar parte de la misma.
Como parte de la comunidad bejarana, tras la pérdida del voto en Cortes de Béjar y su paso a depender de Salamanca en ese aspecto a partir de 1425, hecho favorecido por el paso de Béjar y su territorio a manos de los Zúñiga en 1396, Fresnedoso pasó a formar parte del Reino de León, en el que se ha mantenido en las divisiones territoriales de Floridablanca en 1785 y finalmente en la de 1833 en que se crean las actuales provincias, quedando integrado Fresnedoso en la provincia de Salamanca, dentro de la Región Leonesa.

## Demografía

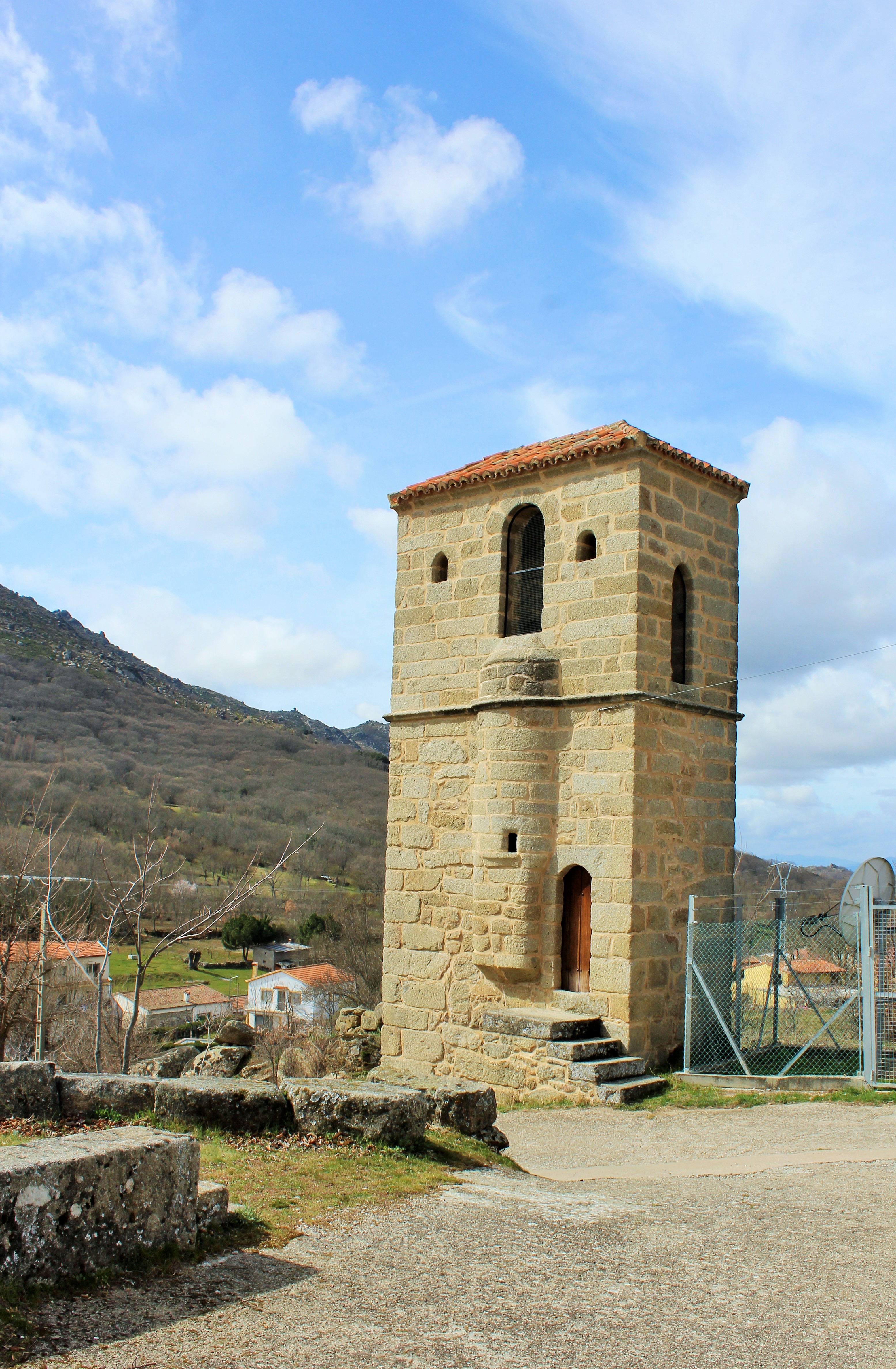
Campanario

Fresnedoso cuenta con una población de 98 habitantes (INE 2024).
| Gráfica de evolución demográfica de Fresnedoso entre 1842 y 2021                                                    |
| |
| Población de derecho según los censos de población del INE Población de hecho según los censos de población del INE |

Según el Instituto Nacional de Estadística, Fresnedoso tenía a, 31 de diciembre de 2019, una población total de 106 habitantes, de los cuales 61 eran hombres y 45 mujeres. Respecto al año 2000, el censo refleja 128 habitantes, de los cuales 58 eran hombres y 70 mujeres. Por lo tanto, la pérdida de población en el municipio para el periodo 2000-2019 ha sido de 22 habitantes, un 27 % de descenso.

### Transporte
El municipio está muy bien comunicado por carretera, por el discurre tanto la nacional N-630 que une Gijón con Sevilla como la autovía Ruta de la Plata que tiene el mismo recorrido que la anterior y cuenta con salidas en la localidad permitiendo unas comunicaciones más rápidas con el municipio. 
En cuanto al transporte público se refiere, tras el cierre de la ruta ferroviaria de la Vía de la Plata, que pasaba por el vecino municipio de Sanchotello y contaba con estación en el mismo, no existen servicios de tren en el municipio ni en los vecinos, ni tampoco línea regular con servicio de autobús, siendo la estación más cercana la de Béjar. Por otro lado el aeropuerto de Salamanca es el más cercano, estando a unos 66km de distancia.

## Símbolos

### Escudo
El escudo heráldico que representa al municipio fue aprobado con el siguiente blasón:

«Escudo de plata con un fresno de sínople, arrancado. Al timbre, la Corona Real Española»

## Administración y política

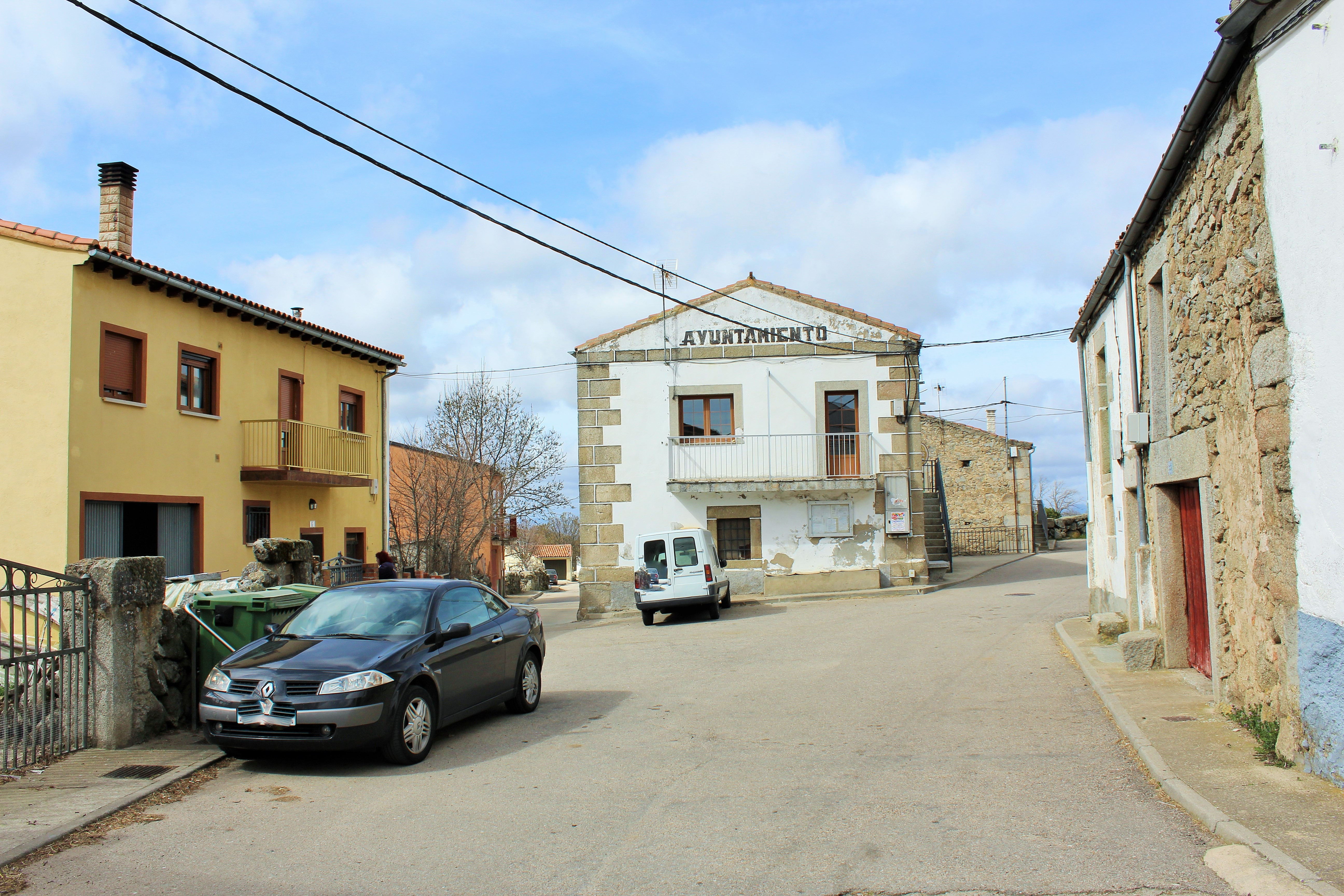
Casa consistorial

| Periodo   | Nombre                   | Partido | Partido                           |
| --------- | ------------------------ | ------- | --------------------------------- |
| 1979-1983 | Leoncio Barreras Álvarez |         | Unión de Centro Democrático (UCD) |
| 1983-1987 | Leoncio Barreras Alvares |         | Alianza Popular (AP)              |
| 1987-1995 | Santiago Bermejo Mateos  |         | Centro Democrático y Social (CDS) |
| 1995-1999 | Santiago Bermejo Mateos  |         | Partido Popular (PP)              |
| 1999-2007 | Rufina Mateos García     |         | Partido Popular (PP)              |
| 2007-2023 | Mª Guadalupe García      |         | Partido Popular (PP)              |

| Partido político                         | 2019  | 2019  | 2019       | 2015  | 2015  | 2015       | 2011  | 2011  | 2011       | 2007  | 2007  | 2007       | 2003  | 2003  | 2003       |
| Partido político                         | %     | Votos | Concejales | %     | Votos | Concejales | %     | Votos | Concejales | %     | Votos | Concejales | %     | Votos | Concejales |
| Partido Popular (PP)                     | 60,71 | 51    | 4          | 56,04 | 51    | 4          | 70,00 | 63    | 4          | 60,47 | 52    | 4          | 68,97 | 60    | 4          |
| Ciudadanos (CS)                          | 32,14 | 27    | 1          | 23,08 | 21    | 1          | —     | —     | —          | —     | —     | —          | —     | —     | —          |
| Partido Socialista Obrero Español (PSOE) | 5,95  | 5     | 0          | 10,99 | 10    | 0          | 21,11 | 19    | 0          | 32,56 | 28    | 1          | 24,14 | 21    | 1          |
| Coalición SI por Salamanca (SI)          | —     | —     | —          | —     | —     | —          | 15,56 | 14    | 1          | —     | —     | —          | —     | —     | —          |

## Cultura

### Patrimonio

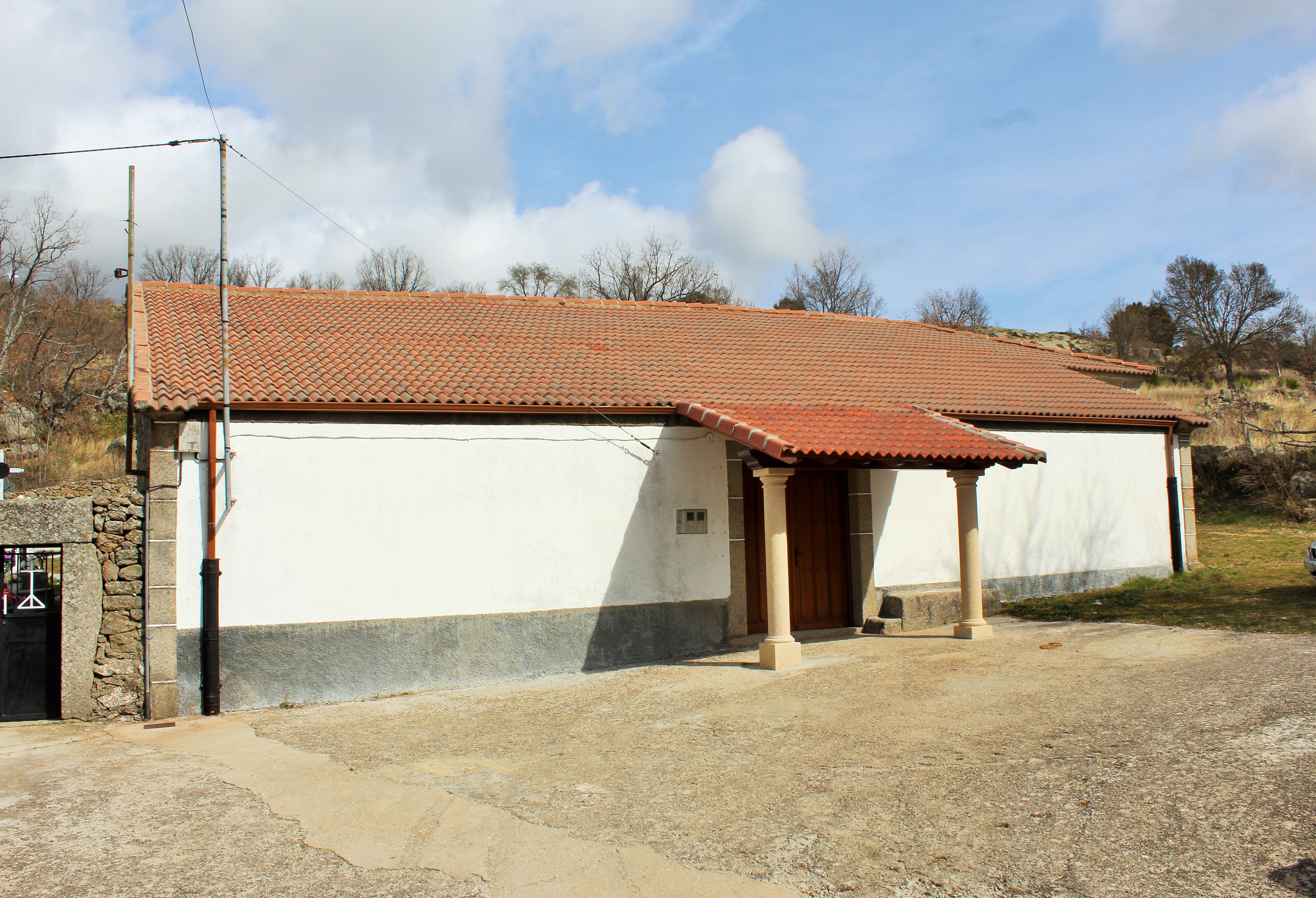
Iglesia

El pueblo tiene una iglesia parroquial católica bajo la advocación de San Antonio Abad, en la archidiócesis de Mérida-Badajoz, diócesis de Plasencia, arciprestazgo de Fuentes de Béjar. Está situada a unos 300 metros del pueblo, en el inicio de la ladera de la montaña y tiene el campanario a unos 20 metros separado de la misma y un cementerio pegado a ella.
También tiene una capilla, cerca de la plaza Mayor, que se utiliza para los oficios durante el invierno por ser más fácil de calentar y mantener.

### Fiestas
Fiestas patronales locales el 17 de enero y 14 de septiembre y de asociaciones privadas el primer fin de semana de agosto.